# تپه تازه کند
تپه تازه کند مربوط به عصر مفرغ - هزاره اول قبل از میلاد است و در شهرستان میانه، بخش ترکمنچای، دهستان اوچ تپه غربی، ۵۰۰ متری جنوب روستای متروکه تازه کند واقع شده و این اثر در تاریخ ۲۸ اسفند ۱۳۸۵ با شمارهٔ ثبت ۱۸۸۷۹ به‌عنوان یکی از آثار ملی ایران به ثبت رسیده است.